# Chiesa di Sant'Andrea Catabarbara
La chiesa di Sant'Andrea Catabarbara è una chiesa scomparsa di Roma, situata dove oggi è il Seminario pontificio di studi orientali in via Napoleone III, nel rione Esquilino.
Essa fu la prima chiesa devozionale dedicata ad Andrea apostolo nel territorio urbano di Roma. La sua nascita è dovuta probabilmente alla donazione di un'aula appartenente alla domus di Giunio Annio Basso, console del 331, da parte del generale goto Valila, di cui si ricorda una dedica nel catino absidale la cui lettura è però incerta.  La chiesa è quindi il frutto della trasformazione di ambienti di tipo civile in luogo di culto, per volontà di papa Simplicio, nella seconda metà del V secolo. A causa della vicinanza con la basilica di Santa Maria Maggiore, venne costruito un monastero con funzioni di servizio per la basilica stessa.
La chiesa di sant'Andrea viene ricordata con l'appellativo di Catabarbara, o Cata Barbara Patricia, a partire dall'VIII secolo.
L'aula con la sua ricca decorazione è ora perduta a seguito della demolizione avvenuta nel 1930 per la costruzione del Seminario Pontificio di Studi Orientali in Via Napoleone III. Parti di essa vennero inglobate nella Chiesa di Sant'Antonio Abate all'Esquilino